# ZOKA
ZOKA coffee（ゾッカコーヒー）は、シアトルで1997年に設立されたコーヒーロースターである。ゾッカという名称は、物事の始まりや原点を意味する「ZOKA(ゾッカ)」からきている。
日本ではかつて株式会社マルハンの100％出資の子会社である株式会社マルハンダイニングが展開していたが現在は全店閉店している。
カフェラテ、カプチーノ、カフェモカなどには、バリスタの描くラテ・アートが施してあり、目で見ても楽しめる。

## 日本での展開

### 店舗
- 赤坂見附店 - 2005年3月開店、2011年5月31日閉店。
- あざみ野店- 2011年閉店。
- 港北ノースポートモール店 - 2011年閉店。
- 目白店 (東京都豊島区)- 2015年閉店。
- R25cafe店 (東京都中央区銀座) - 2013年6月30日閉店。
- 流山おおたかの森S･C店 (千葉県流山市)- 2015年閉店。

### 略歴
- 2004年 - 米国ワシントン州法人ZOKA Coffee & Tea CompanyとZOKAの日本展開におけるライセンス契約を締結。[1]
- 2005年3月 - ZOKA国内1号店を赤坂見附に開店。
- 2005年 - ZOKA2号店を目白に開店。
- 2006年 - R25cafe店を銀座に開店。
- 2007年 - ZOKA3号店を流山おおたかの森 S・Cに開店。

## 受賞歴
- ジャパンバリスタチャンピオンシップ（2007年3月13日、東京ビッグサイト） 5位入賞:櫛浜健治 準優勝:斉藤久美子
- ジャパンバリスタチャンピオンシップ（2008年10月16日、東京ビッグサイト） 8位入賞:櫛浜健治
- SCAJ2008 ラテアートコンテスト（2008年10月17日、東京ビッグサイト） 優勝:櫛浜健治
- ジャパンラテアートチャンピオンシップ（2009年2月27日） 優勝:櫛浜健治
- ワールドラテアートチャンピオンシップ（2009年6月26日 - 6月28日) 4位入賞:櫛浜健治
- ジャパンバリスタチャンピオンシップ（2009年10月14日、東京ビッグサイト） 3位入賞:櫛浜健治